# Ильинка (Куйбышевский район)
Ильи́нка — посёлок в Куйбышевском районе Новосибирской области. Входит в состав Осиновского сельсовета.

## География
Площадь посёлка — 40 гектаров.

## Население
| 2002 | 2007 | 2010 |
| ---- | ---- | ---- |
| 75   | ↘63  | ↘12  |

## Инфраструктура
В посёлке по данным на 2007 год функционирует 1 учреждение здравоохранения.